# Пожежі та фонтани на нафтових і газових свердловинах
Пожежі та фонтани на нафтових і газових свердловинах

Викид нафти і газу та пожежа на свердловині «Ойл-Сіті». Поштова листівка початку XX ст.

У процесі проведення робіт із буріння свердловин або при їх експлуатації мають місце випадки відкритого фонтанування, що супроводжується пожежами, які призводять до значних матеріальних і трудових витрат на їх ліквідацію.
Відкриті фонтани здебільшого викликані грубим порушенням технології ведення робіт на свердловинах. Методом боротьби є запобігання нафтогазопроявам, викидам і переходу їх у відкриті фонтани. Основна причина нафтогазопроявів ‒ зниження протитиску на пласт, що створюється технологічною рідиною при бурінні, перфорації або ремонті свердловини. Ліквідація нафтогазопроявів проводиться вимиванням на поверхню пластових флюїдів, що надійшли, або продавлюванням їх у пласт через свердловину. В обох випадках свердловина заповнюється промивальною рідиною, густина якої забезпечує необхідне перевищення вибійного тиску над пластовим.
При виникненні відкритого фонтану необхідно провести такі заходи:
‒ припинити всі роботи у загазованій зоні та вивести з неї персонал;
‒ зупинити двигуни внутрішнього згоряння;
‒ відключити силові та освітлювальні електролінії;
‒ загасити технічні та побутові топки поблизу свердловини; заборонити куріння та виконання усіх вогневих робіт;
‒ закрити рух на прилеглих дорогах, виставивши заборонні знаки або пости охорони;
‒ вжити заходів для відключення усіх сусідніх виробничих об'єктів (трансформаторні будки, верстати-гойдалки, газорозподільні пункти тощо), які можуть опинитися у загазованій зоні;
‒ повідомити керівництво підприємства про те, що трапилося, та вжиті первинні заходи; викликати на свердловину підрозділ воєнізованої служби із запобігання виникнення та ліквідації відкритих газових і нафтових фонтанів, пожежну охорону та швидку медичну допомогу.
Для організації і оперативного керування роботами з ліквідації відкритого фонтану наказом створюється штаб та призначається відповідальний керівник. До роботи біля свердловини, яка відкрито фонтанує, допускаються лише спеціально підготовлені працівники. Перед виконанням кожного виду робіт на гирлі свердловини проводиться інструктаж і робиться запис у журналі обліку проведення інструктажів. Роботи з ліквідації фонтану виконуються за затвердженим планом.
Перед початком робіт проводиться аналіз повітряного середовища на наявність вибухонебезпечних і отруйних газів (сірководень, вуглекислий газ). Навколо відкрито фонтануючої нафтової свердловини необхідно, влаштувати траншеї для стікання нафти, промивальної рідини і води, земляний амбар для прийому нафти, встановити насоси і прокласти труби для перекачування нафти у закриту ємність.
Фонтани, що виникають на нафтових і газових свердловинах, умовно можна ідентифікувати як нафтові, газонафтові та газові.
Нафтові фонтани – це фонтанування свердловини з великим дебітом нафти (1 500 – 2 000 т/добу і більше) і набагато меншою кількістю газу (750 тис м3/добу). Прийнято вважати, що 1,0 т нафти еквівалентна 1 000 м3.
Газонафтові фонтани ‒ це фонтанування свердловини з дебітом, де вміст газу більше 50 % об'ємних, а нафти менше 50 % об'ємних.
Газові фонтани ‒ це фонтанування свердловини з дебітом, із вмістом газу 95 ‒ 100 % об'ємних.
За дебітом газові і газонафтові фонтани умовно поділяються на:
‒ слабкі, з дебітом газу до 500 тис. м3/добу;
‒ середні, з дебітом від 500 тис. м3/добу до 1 000 тис. м3/добу;
‒ потужні, з дебітом від 1 000 тис. м3/добу і більше.
Дебіт фонтану та наявність у ньому нафти орієнтовно визначається за наступними ознаками:
‒ фонтан горить світло-жовтим полум'ям;
‒ висота полум'я: для слабкого фонтану коливається в межах 40 ‒ 50 м; для середнього фонтану ‒ 50 ‒ 70 м; для потужного фонтану ‒ 70 – 90 м (фонтанування супроводжується сильним шумом – ревом).
Газонафтовий фонтан горить оранжевим полум'ям і висота полум'я дещо більша, ніж у газового фонтану (часом з'являється чорний дим).
Нафтовий фонтан горить оранжевим полум'ям із виділенням значної кількості чорного диму.
Залежно від стану гирла свердловини та форми факела пожежі газових і газоконденсатних фонтанів поділяються на такі види:
1) фонтанування відбувається через обсадну колону (гирло свердловини не пошкоджене) ‒ струмінь фонтану цілий і спрямований вгору;
2) на гирлі є бурове обладнання (ротор та ін.) ‒ струмінь фонтану роздроблений і спрямований вгору та в сторони;
3) експлуатаційна свердловина обладнана фонтанною арматурою, ‒ горіння протікає у вигляді вертикального та горизонтального струменів;
4) експлуатаційна свердловина обладнана фонтанною арматурою, горіння газу, що виходить через нещільність фланцевих з'єднань, протікає у вигляді суцільного широкого полум'я.
Гасіння всіх зазначених видів пожеж з урахуванням того, що територія, яка оточує свердловину, очищена від бурового обладнання та охолоджена, здійснюють кількома способами:
‒ слабкі та середні фонтани першого виду гасять зазвичай водяними струменями, що подаються від ручних і лафетних стволів. Струмені води направляють в основу фонтану – синхронно піднімаючи струмені води вгору по стовбуру фонтану до повного відриву полум'я;
‒ у другому випадку спочатку забирають із гирла свердловини бурове обладнання для того, щоб струмінь фонтану бив тільки вгору і після цього пожежу гасять методами, які застосовуються у першому випадку;
‒ у третьому випадку гасіння пожежі здійснюють після ліквідації горіння бокового струменя, і після цього пожежа гаситься методами, що застосовуються у першому випадку;
‒ у четвертому випадку гасіння пожежі здійснюють водою за допомогою ручних і лафетних стволів. Якщо через роздробленість струменя гарячого газу полум'я відірвати не вдається, то необхідно створити між фонтанною арматурою і полум'ям не палаючу зону газу довжиною 4 – 5 м, рахуючи від свердловини по горизонталі, і потім за допомогою вибуху заряду або спеціального автомобіля газоводяного гасіння відірвати полум’я.
Подача вибухової речовини до гирла свердловини здійснюється двома способами:
‒ по сталевому тросу, перекинутому через блоки, які підвішують на спеціальних опорах-щоглах;
‒ на візку з похилими рейковими коліями, прокладеними до гирла свердловини.
Застосування того чи іншого способу залежить від потужності фонтану та в цілому ситуації на свердловині.